# Edwin Almonte
Edwin Almonte (nacido el 17 de diciembre de 1976 en Santiago) es un lanzador dominicano que juega actualmente para los Schaumburg Flyers, un equipo de béisbol profesional independiente. Jugó para los Mets de Nueva York en las Grandes Ligas de Béisbol durante la temporada 2003. Mide 6'3 " y pesa 220 libras. Asistió a la Seward Park High School en Nueva York y a la Saint Francis University en Pensilvania.

## Carrera
Almonte fue seleccionado en la 26ª ronda del draft de 1998 por los Medias Blancas de Chicago. Pasó los siguientes cinco años en la organización de los Medias Blancas, llegando a jugar en AAA para los Charlotte Knights, antes de unirse a los Mets de Nueva York en 2003. En 12 partidos con los Mets, Almonte tuvo una efectividad de 11.12, dio 5 boletos y ponchó 7 bateadores.
En diciembre de 2003, Almonte firmó con los Medias Rojas de Boston, y pasó el año con los en AAA con los Pawtucket Red Sox. Mientras estuvo allí, terminó con un récord de 5-6, con efectividad de 5.50. Dio 22 boletos y ponchó a 37 bateadores. Dejó a los Medias Rojas y se convirtió en agente libre en marzo de 2004. Firmó un contrato de ligas menores con los Tigres de Detroit el 16 de febrero de 2005 y se convirtió en agente libre al final de la temporada.